# Избеглица (филм)
Избеглица индијски је филм из 2000. године. Означио је дебитовање Абишек Бачана, сина популарног глумца Амитаба и Карина Капур, млађе сестре глумице Карисме Капур.

## Улоге
| Глумац            | Улога                 |
| ----------------- | --------------------- |
| Абишек Бачан      | Избеглица             |
| Карина Капур      | Назнин „Наз” М. Ахмед |
| Анупам Кер        | Џан Мохамад           |
| Џеки Шроф         | Рагувир Синг          |
| Сунил Шети        | Мохамед Асраф         |
| Шадаб Кан         | Шадаб Џ. Мохамад      |
| Рина Рој          | Амина Џ. Мохамад      |
| Мукеш Тивари      | Таусиф                |
| Кулбушан Карбанда | Манзур Ахмад          |